# Sale Marasino
Sale Marasino – miejscowość i gmina we Włoszech, w regionie Lombardia, w prowincji Brescia.
Według danych na rok 2004 gminę zamieszkiwało 3176 osób, 198,5 os./km².